# Uppercu-Burnelli GX-3
Die Uppercu-Burnelli GX-3 war ein Versuchsflugzeug des US-amerikanischen Herstellers Uppercu-Burnelli. Die Maschine war ein Beitrag zu dem im Jahre 1929 abgehaltenen Guggenheim Safe Aircraft Wettbewerb.  Sie sollte als im Maßstab 1:3 verkleinerter Prototyp zur Erprobung neuer, die Flugsicherheit erhöhender Konstruktionselemente dienen. Als vollmaßstäbliche Anwendung war der Bau eines dreimotorigen Transportflugzeuges vorgesehen. Dieses Projekt konnte jedoch nicht verwirklicht werden.

## Geschichte
Schon während der Arbeiten an der CB-16 beschäftigte sich Burnelli mit einer anderen Konstruktion, die ebenfalls das Lifting Fuselage Konzept verwendete. Darüber hinaus setzte er hier zum ersten Mal seine 1930 patentierte Erfindung eines Mechanismus zur Veränderung der Profiltiefe ein (variable-camber, engl. für veränderliche Profilmittellinie, siehe auch Definitionen der Profilparameter). Es wurden auch noch weitere Elemente zur Verbesserung der Steuerbarkeit erprobt, wie etwa kleine querruderähnliche Steuerflächen unter dem Tragflügel und drehbare Flügelendplatten.
Der Millionär Daniel Guggenheim hatte eine Stiftung ins Leben gerufen, die die Förderung der amerikanischen Zivilluftfahrt als Transportmittel für Menschen und Fracht zum Ziel hatte. Der Guggenheim Safe Aircraft Wettbewerb wurde 1927 mit dem Ziel angekündigt, einen deutlichen Fortschritt in der Flugsicherheit zu erreichen, indem die aerodynamischen Eigenschaften von Schwerer-als-Luft-Fahrzeugen verbessert werden, ohne die bereits erreichte praktische Qualität der gegenwärtigen Flugzeuge zu mindern. Insgesamt beteiligten sich 27 Hersteller (nach anderen Quellen nur 15)an dem Wettbewerb mit eigenen Entwürfen.
Gebaut wurde die GX-3 von der Uppercu-Burnelli Corp. im Werk der Aeromarine-Klemm Corp. in Keyport (New Jersey); sie trug die Seriennummer 10. Gelegentlich wurde sie auch als Uppercu-Burnelli UB SS bezeichnet.
Die GX-3 traf zu spät auf dem Mitchel Field ein, um an den Vergleichsflügen für den Wettbewerb teilnehmen zu können. Es wird aber berichtet, dass ihre STOL-Fähigkeiten hervorragend gewesen sein sollen. Auch der Geschwindigkeitsbereich, in dem die Maschine operieren konnte, war mit einem Maximalwert von 220 km/h und einer Landegeschwindigkeit von nur 50 km/h beeindruckend.

## Konstruktion
Die GX-3 war ein zweimotoriger Mitteldecker, der nach dem Auftriebsrumpfkonzept (Lifting Fuselage) von Burnelli konzipiert war. Sie war das erste zweimotorige Flugzeug mit über die gesamte Spannweite reichenden Auftriebsklappen und einer technischen Einrichtung zur Veränderung der Profiltiefe und -wölbung während des Fluges. Letzteres wurde mit einem festen Tragflächenmittelteil zwischen dem vorderen und dem hinteren Holm sowie mit der beweglichen Tragflächennase und -hinterkante erreicht. Die Vorderkante der Tragfläche konnte um 35° und die Hinterkante um 30° abgesenkt werden.
Zur Erhöhung der Steuerbarkeit und der Stabilität um die Hochachse wurden zwei technische Ansätze erprobt. Einmal waren dies unter den Flächenenden angebrachte zusätzliche Querruder und zum anderen an den Tragflächen und am Höhenruder installierte Endscheiben, ähnlich den heutigen Winglets in der Wingtip Fences Ausführung. Diese waren an aus dem Tragflächenkasten überstehenden Rohren drehbar befestigt.
Ungewöhnlich war auch das Fahrwerk, das in stromlinienförmigen Verkleidungen untergebracht war. Jedes Gehäuse trug zwei Räder in Tandemanordnung, wobei das vordere Rad kleiner als das hintere war. Die beiden 66 kW (90 PS) leistenden Triebwerke waren an den äußersten „Ecken“ des Rumpfes installiert.
Hinter bzw. zwischen den Motoren saßen die beiden Piloten in einem offenen Cockpit.

## Technische Daten
| Kenngröße             | Daten                                                               |
| --------------------- | ------------------------------------------------------------------- |
| Besatzung             | zwei                                                                |
| Passagiere            | –                                                                   |
| Länge                 | 7,90 m (26 ft)                                                      |
| Spannweite            | 14,90 m (49 ft)                                                     |
| Höhe                  | 2,85 m (9 ft 4 in)                                                  |
| Flügelfläche          | 20 m² (216 sqft)                                                    |
| Flügelstreckung       | 11,1                                                                |
| Leermasse             | 745 kg (1640 lb)                                                    |
| Startmasse            | 1180 kg (2590 lb)                                                   |
| Landegeschwindigkeit  | 50 km/h (30 mph)                                                    |
| Höchstgeschwindigkeit | 220 km/h (135 mph)                                                  |
| Triebwerke            | 2 × Kolbenmotoren American ADC Cirrus III mit jeweils 66 kW (90 PS) |